# S/S Oster
S/S Oster är ett norskt ångfartyg som byggdes av Kristiansands Mekaniske  Verksted år 1908 som kombinerat passagerar- och lastfartyg för Indre Nordhordlandske Dampskibsselskab (INDS). 
Modalens kommun var isolerad på vintern eftersom båtarna inte kunde ta sig genom isen och kommunen uppmanade år 1906 INDS att skaffa ett bättre fartyg. Bolaget beslöt att låta bygga ett fartyg med en koledad ångmaskin och starkt skrov, som också skulle kunna fungera som isbrytare, och år 1908 sattes S/S Oster in på rutten mellan Osterfjorden och Bergen. År 1915 förlängdes hon med 4 meter, fick fler hytter och elbelysning.
Under andra världskriget övertogs hon av Norges marinförsvar och fick en kanon på fördäck. Hon rekvirerades  av tyskarna 1940, döptes om till Marder och användes som patrullbåt och eskortfartyg. Marder återlämnades till rederiet 1945, och återupptog passagerartrafiken under sitt gamla namn efter en omfattande renovering. I april 1964 bytte S/S Oster ägare och fick namnet Vaka. Hon byggdes om till et rent fraktfartyg på ett båtvarv i Ølen och ångmaskinen byttes ut mot en 300 hk dieselmotor från Perkins. Vaka seglade med frakt på Sør- och Vestlandet under olika ägare till 1996.
I mars samma år såldes hon till Nordhordland Veteranbåtlag och lades upp i Bjørsvik för renovering. Avsikten var att återföra henne till ett passagerarfartyg med ångmaskin som på 1960-talet. Hon fick först namnet Gamle Oster men återfick sitt ursprungliga namn år 2000. Den 11 juni 2005 var S/S Oster tillbaka på gamla kajplats vid Skur 11 i Bergen, nu färdigrenoverad med trädäck och en begagnad 300 hk ångmaskin från Alexander Hall i Aberdeen i Skottland. Hon seglar rundturer med passagerare om sommaren.